# ITunes Festival: London 2012 (Pink)
iTunes Festival: London 2012 è un EP di Pink pubblicato il 10 dicembre 2012.

## Tracce
1. How Come You're Not Here (live)
2. Just Like a Pill (live)
3. Family Portrait (live)
4. Dear Mr. President (live)
5. Who Knew (live)
6. So What (live)